# ماري دريك
ماري دريك (بالإنجليزية: Marie Drake)‏ هي عاملة إجتماعية وكاتبة غنائية وشاعرة أمريكية، ولدت في 11 فبراير 1888، وتوفيت في 5 مارس 1963.

## وصلات خارجية
- ماري دريك على موقع ميوزك برينز (الإنجليزية)